# Helen (entreprise)
Pour les articles homonymes, voir Helen.
Helen Oy (auparavant Helsingin Energia, en suédois : Helsingfors Energi) fondée en 1909 et basée à Helsinki, est l'une des plus grandes sociétés de l'énergie en Finlande. La société est la propriété de la municipalité d'Helsinki et elle produit et vend de l'électricité, du chauffage urbain et de la climatisation urbaine.
Le quartier général de Helsingin Energia est installé dans le bâtiment Sähkötalo au centre d’Helsinki. Helsingin Energia fait fonctionner 5 centrales électriques à Helsinki et 4 dans la région de Kymenlaakso. Helsingin Energia a aussi 9 usines de chauffage urbain à Helsinki.

## Histoire
En avril 2025, l'entreprise ferme la dernière centrale au charbon de la Finlande, la centrale de Salmisaari, qui représentait à elle seule près de 30 % des émissions de CO² de la ville d'Helsinki, et de 2 % celle du pays.